# Desmapsamma turbo
Desmapsamma turbo är en svampdjursart som först beskrevs av Carter 1885.  Desmapsamma turbo ingår i släktet Desmapsamma och familjen Desmacididae. Inga underarter finns listade i Catalogue of Life.